# إلمار روخاس
إلمار روخاس (بالإسبانية: Elmar Rojas)‏ (و. 1942 – 2018 م) هو رسام، ومهندس معماري غواتيمالي، توفي عن عمر يناهز 76 عاماً.